# Consell dels Tretze
La Tretzena o Consell dels Tretze va ser una instància de govern de la Germania de Mallorca formada per dotze membres (elets) i un president, que era l'instador del poble i del bé comú.

## Origen i integrants
Aquesta estructura de tretze components reprodueix de manera simbòlica la figura dels dotze apòstols i Jesucrist. Està inspirada en la Junta dels Tretze constituïda per la Germania de València el 25 de novembre de 1519. La Tretzena es formà de manera oficial el 17 d'abril de 1521. La constitució del Consell dels Tretze a Mallorca responia a la necessitat de generar una organització més àgil que la que amb anterioritat havia regit la Germania (amb 38 representants dels gremis) i que, a més, incorporàs les viles foranes. La Tretzena, amb aquesta intenció d'integrar tot el moviment popular, estava formada per 8 representants des menestrals i 4 de la part forana.
El poble havia demanat als jurats llicència per reduir el nombre d'elets el 16 d'abril de 1521, però aquests eludiren la petició dient que no tenien jurisdicció sobre el tema. Això no impedí que es posàs en marxa el nou regiment i s'anomenàs la Tretzena, elegida a sac i sort, a semblança del consell agermanat de València. La constitució del Consell dels Tretze, sense la llicència reial, conduïa el moviment agermanat a la il·legalitat i n'augmentava les contradiccions amb els sectors més moderats.

## Objectius i actuacions
Els agermanats tenien clars els seus objectius, però els sectors privilegiats augmentaren la seva activitat (i la seva influència prop de la cort reial) per fer fracassar el moviment del poble. La Tretzena, nogensmenys, volgué posar en marxa el lluïment dels censals i l'aplicació de la sentència arbitral de 1512 sobre la contribució de la ciutat i la part forana, però l'evolució posterior del moviment agermanat, amb l'empresonament de l'instador Joan Crespí, dugué a la desaparició, de fet, d'aquest sistema de govern col·legiat de la Germania, substituït pel major poder, sovint quasi personal, ara concentrat en Joanot Colom.

## Membres de la Tretzena
- Pere Begur, Sabater de la parròquia de Sant Nicolau. va ser un personatge important de la Germania. Va ser un dels que dirigiren l'assalt a la presó el Dijous Llarder i va fer la funció d'ambaixador i capità en diverses ocasions. El 1523 era absent, cosa que fa pensar que o bé fugí de l'illa o que formà part de la darrera ambaixada a la cort.
- Bartomeu Coll, paraire. de la parròquia de Sant Miquel. El 20 de març de 1521 va ser enviat a Pollença per intentar sumar-la a la revolta. Va sobreviure a la deposició de Joan Crespí i va ser fidel a Joanot Colom. Com a ambaixador va anar a Alcúdia per veure si la vila es reduïa a la Germania. Va ser present a la batalla de Rafal Garcés i morí a la presó.[3]
- Antoni Esplugues, d'Artà, un dels caps de la Germania més actius a aquesta vila. El seu fill, el prevere Esplugues, també va ser un actiu agermanat. Fou instador, batle de la Germania i tretzener. Morí de pesta reclòs a la ciutat i li confiscaren tots els seus béns.
- Perot Fiol, apotecari, era conseller dels Colom i portava la bossa de les composicions. Va ser composat amb una multa de 2.000 lliures, cosa que acredita una posició econòmica important.
- Carles Gaià, notari de Felanitx. Al principi va ser un dels elets i anà amb les tropes de la vila a la Ciutat de Mallorca i participà activament en el Consell de Sant Francesc. Sembla que arran de la destitució de Joan Crespí es retirà. Posteriorment va participar en la defensa del batle Ferrandell. Així i tot, va ser composat amb 20 lliures.
- Joan Oliver, apotecari, va estar en la primera Tretzena i va tenir un paper important en l'organització de la Germania. Va ser un dels organitzadors de la Santa Quitació, va ser conseller i ambaixador del poble. El 1523 ja era mort.